# La Fagne (Assesse)
Pour les articles homonymes, voir Fagne.
La Fagne est un hameau de la commune belge d'Assesse située en Région wallonne dans la province de Namur.
Avant la fusion des communes de 1977, La Fagne faisait déjà partie de la commune d'Assesse.

## Situation
La Fagne se situe au sud-est du village d'Assesse. Adossé au Bois Monjoie, ce hameau de la campagne condrusienne (altitude aux alentours de 275 m) est traversé par la route nationale 4 et par la ligne ferroviaire 162 Namur-Luxembourg.

## Description
D'origine agricole, La Fagne possède plusieurs anciennes fermes en long bâties en moellons de grès. On ne dénombre aucun édifice religieux. 
Le parc industriel d'Assesse est implanté au nord-est du hameau. D'une superficie de 50,29 ha, il contient actuellement une soixantaine d'entreprises qui emploient plus de 500 personnes.